# Home gallery
La home gallery nasce come nuova identificazione della tradizionale galleria d'arte intesa come bottega o negozio, aperta su strada agli interessati e ai clienti.
Una home gallery può essere un appartamento, un loft, una town house dove il gallerista o il mercante d'arte può abitare e allo stesso tempo esporre le opere e i pezzi d'arte in vendita.
Nella home gallery il gallerista accoglie i clienti in un'atmosfera alternativa all'approccio tradizionale inteso in senso commerciale. Spesso le home gallery sono punto di incontro per eventi culturali.
Il concetto è principalmente associato alla trascrizione inglese home gallery perché le prime significative realtà di questo fenomeno sono nate a Londra e a New York.
Anche in Italia si manifesta un crescente interesse in questa direzione e sono nate alcune home gallery di artisti che hanno aperto al pubblico i loro atelier, di architetti-interior designer e di mercanti d'arte che espongono i loro pezzi.